# Can Vilar (Tavertet)
Can Vilar és una casa de Tavertet (Osona) inclosa a l'Inventari del Patrimoni Arquitectònic de Catalunya.

## Descripció
Edifici de petites dimensions que consta de planta baixa i un pis. Té la teulada a doble vessant amb el carener paral·lel a la façana. té poques obertures i totes tenen els brancals i la llinda de carreus de pedra. El parament és de pedra irregular, unida amb morter i polida.